# 攀援臭黄荆
攀援臭黄荆（学名：Premna subscandens）为马鞭草科豆腐柴属下的一个种。

## 扩展阅读
- 維基物種上的相關：攀援臭黄荆